# The Passion 2019
The Passion 2019 was de negende editie van The Passion, een Nederlands muzikaal-bijbels evenement dat jaarlijks op Witte Donderdag wordt gehouden, telkens op een andere locatie. Het evenement werd in 2019 op 18 april op Dordrecht gehouden, op een podium in het Maartensgat. De editie werd uitgezonden door de EO en KRO-NCRV.

## Voorgeschiedenis
Reeds vroeg in 2018 kreeg de organisatie van The Passion Dordrecht op het oog voor het gastheerschap van het paasspektakel in 2019. Deze stad was reeds voor 2014 al een serieuze gegadigde om de eer toegewezen te krijgen. Dat jaar viel de keuze echter op Groningen, omdat het evenement toen net drie achtereenvolgende jaren in de provincie Zuid-Holland was opgevoerd. Voor de keuze voor Dordrecht in 2019 gold de overweging dat een stad in het zuiden van Nederland aan de beurt was, dat de stad over veel geschikte opnamelocaties beschikte en The Passion bovendien als fraaie afsluiting kon dienen voor de viering van de Synode van Dordrecht, precies 400 jaar geleden.
De hoofdrollen werden bekendgemaakt op 20 februari 2019. Als eerste werd bekend dat Lucas Hamming de rol van Judas zal vertolken. De overige zes hoofdrollen (Jezus, Maria, Petrus, Pilatus, verteller en verslaggever) werden die avond onthuld in de tv-uitzending van Jinek.
Op 18 april vond het evenement plaats in het Dordtse Maartensgat. Anders dan eerdere locaties had Dordrecht geen plein in zijn binnenstad dat groot genoeg was om de verwachte tien- à twaalfduizend bezoekers te kunnen herbergen. Als mogelijke locaties voor het hoofdpodium werden er verschillende stadshavens voorgesteld: de Spuiboulevard, de Binnen Kalkhaven, de Nieuwe Haven en de Wolwevershaven. De uiteindelijke keuze viel echter op het Maartensgat, in het zicht van de Grote Kerk. Om de opvoering daar mogelijk te maken, werden in april 2019 de boten en meerpalen uit het water verwijderd om ruimte te creëren voor pontons waar het podium en 3500 à 4000 toeschouwers op pasten.
Uiteindelijk kwamen er zo'n 14.000 bezoekers naar de stad. Omdat het Maartensgat vol raakte door deze toestroom (inclusief de 4000 op de pontons konden er ongeveer 12.000 mensen terecht), werd het Scheffersplein ingericht als overloopterrein waar een overschot aan bezoekers de uitzending kon volgen op een beeldscherm. Tevens stonden er in diverse kerken en buurthuizen in de stad beeldschermen opgesteld waar de uitzending ook gevolgd kon worden. De rechtstreekse tv-uitzending werd door 2.358.000 mensen bekeken, goed voor een marktaandeel van 40,4%.

## Locaties
- Maartensgat – Locatie hoofdpodium
- Waterbus en Merwekade – Aankomst Jezus
- Schaatsbaan Dordrecht – Duet Jezus & Petrus
- Energiehuis – Laatste avondmaal en start van de processie
- Scheepswerf Kooiman Hoebee – Judas worstelt met het kwaad.
- Stadsbrug Zwijndrecht – Tuin van Getsemane deel 1
- Kalkhaven – Tuin van Getsemane deel 2
- Grote Kerk – Finale

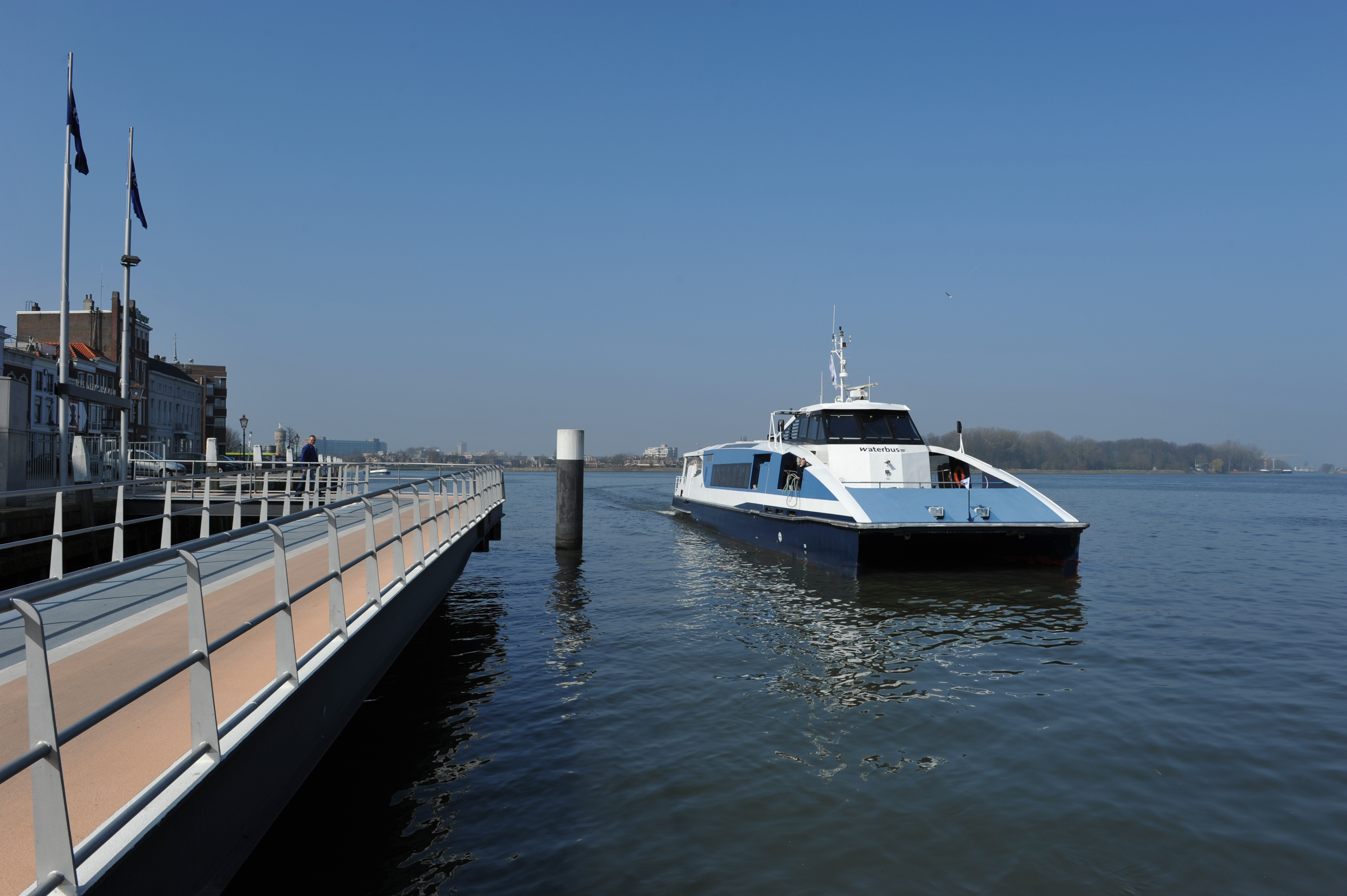
Waterbus en Merwekade
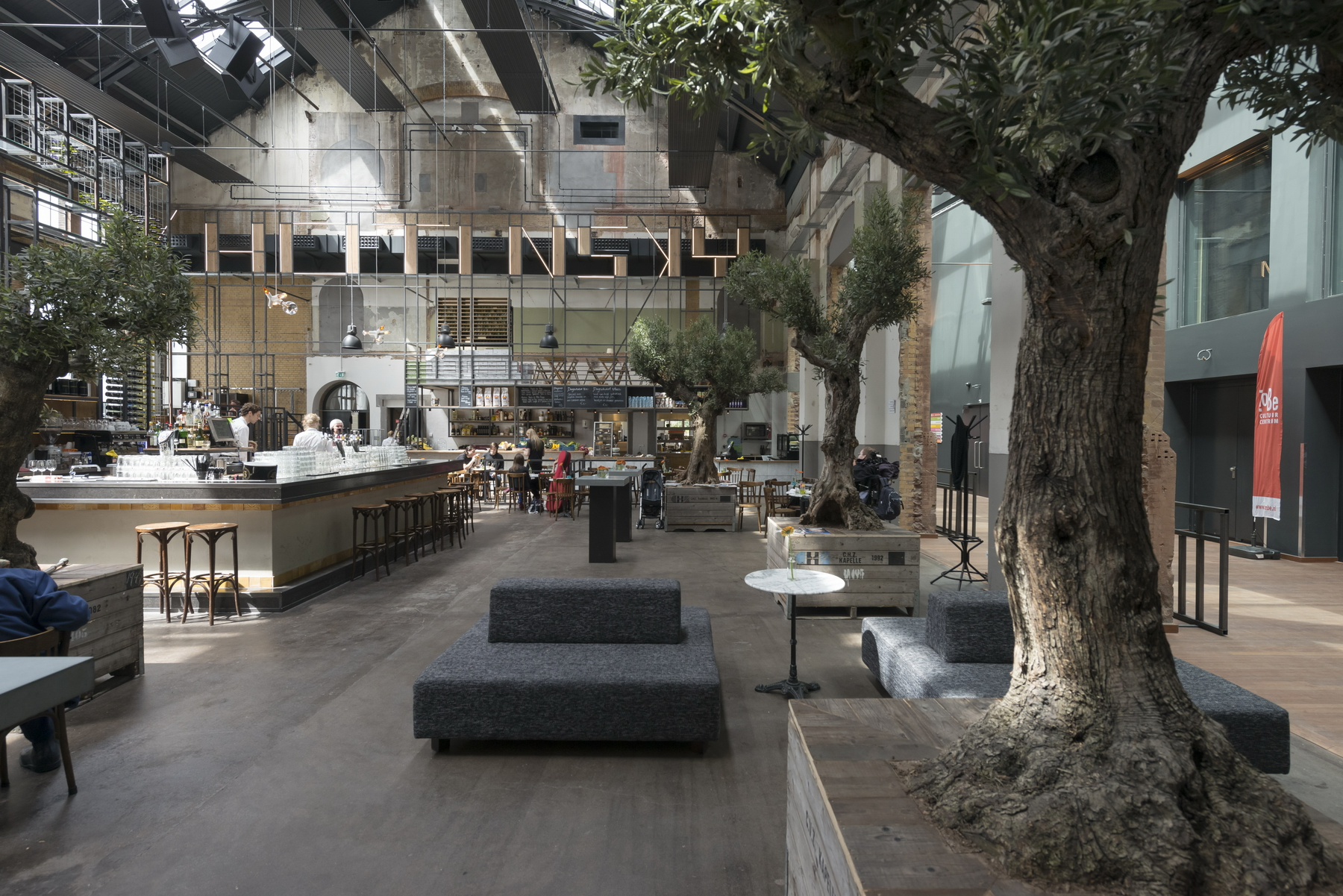
Energiehuis
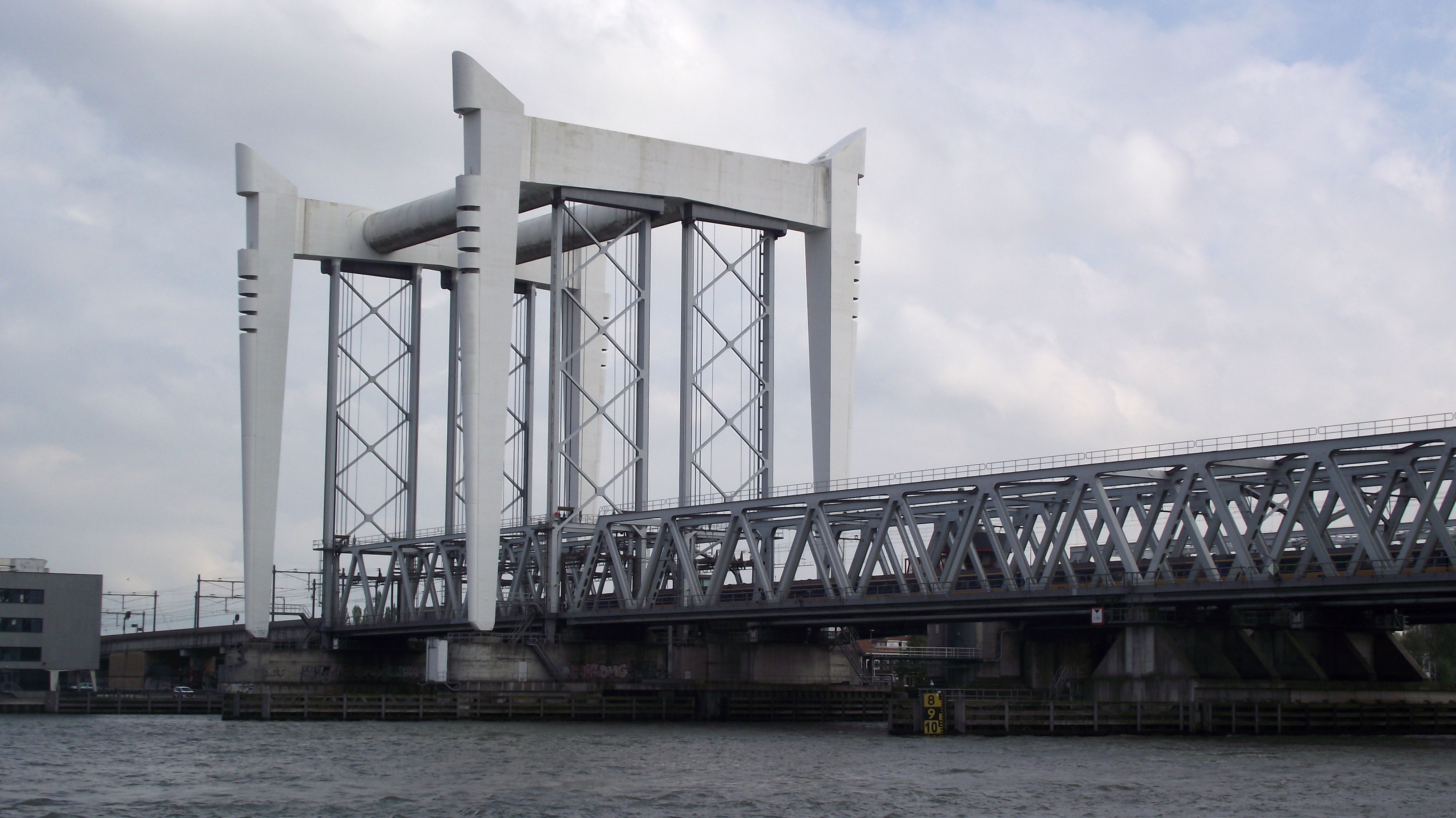
Stadsbrug Zwijndrecht
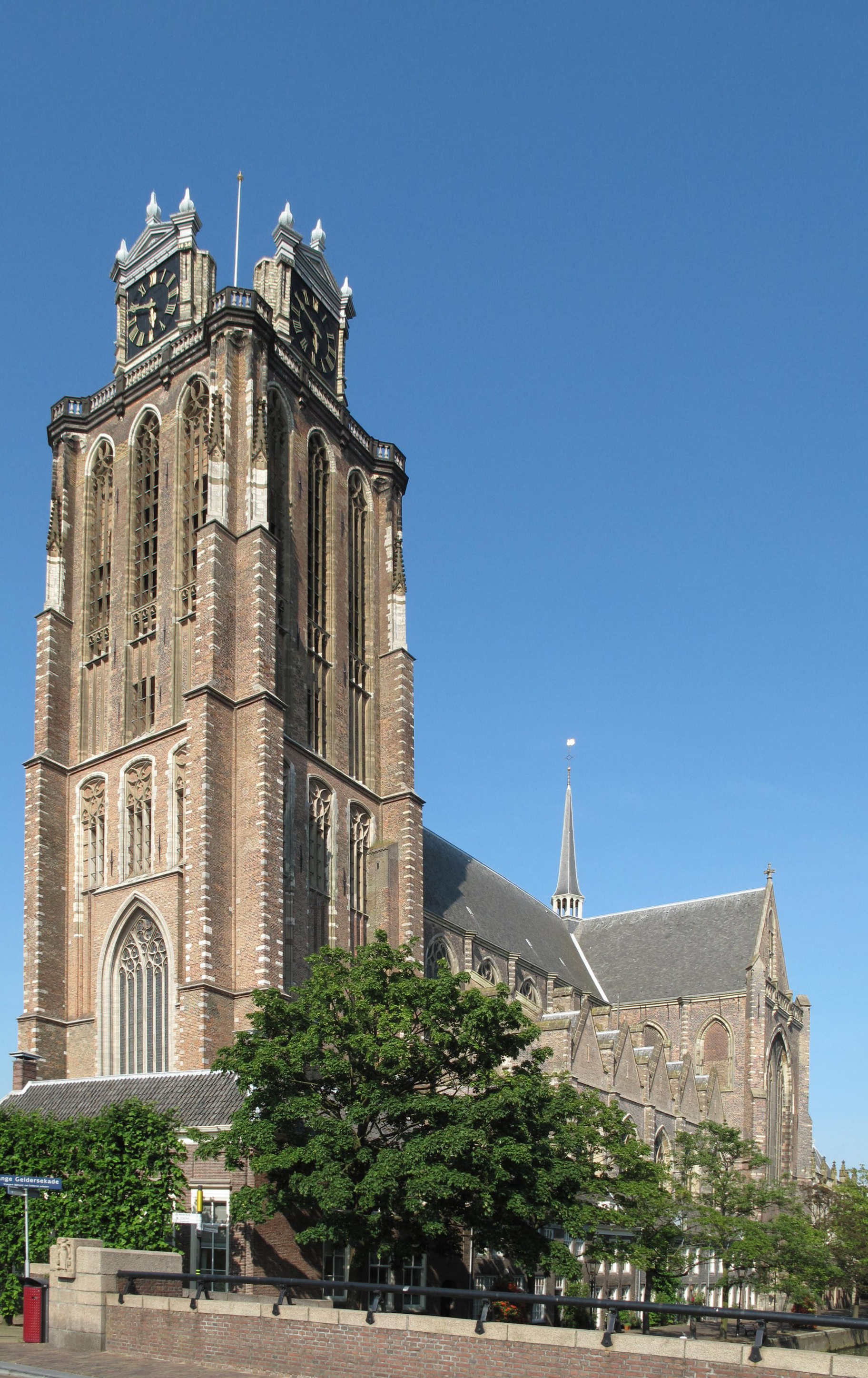
Grote Kerk

## Rollen
| Rol              | Naam               |
| ---------------- | ------------------ |
| Jezus            | Edwin Jonker       |
| Maria            | Edsilia Rombley    |
| Petrus           | Paul Sinha         |
| Judas            | Lucas Hamming      |
| Pilatus          | Porgy Franssen     |
| Verteller        | Martijn Krabbé     |
| Verslaggever     | Klaas van Kruistum |
| Discipel         | Rachel Rosier      |
| Discipel         | Andries Lamain     |
| Discipel         | Henk van Steeg     |
| Discipel         | Joe Sinduhije      |
| Discipel         | Iris van Loen      |
| Discipel         | Sjoerd Dragtsma    |
| Discipel         | Nienke van Dijk    |
| Discipel         | Ron Boszhard       |
| Discipel         | Wijnand Speelman   |
| Discipel         | Grace Workala      |
| Barabbas         | Jebroer            |
| Taartenbakster   | Maroeska Metz      |
| Petrus-herkenner | Antoin Peeters     |
| Petrus-herkenner | Niels Littooij     |
| Petrus-herkenner | Olcay Gulsen       |

## Muzieknummers
| Titel                           | Oorspronkelijke artiest | Gezongen door                             |
| ------------------------------- | ----------------------- | ----------------------------------------- |
| Alles overwinnen                | Nick & Simon            | Edwin Jonker, Lucas Hamming en discipelen |
| Als ik je laat gaan             | Trijntje Oosterhuis     | Edsilia Rombley                           |
| Zo bijzonder                    | Gers Pardoel            | Edwin Jonker en Paul Sinha                |
| Treur niet (Ode aan het leven)  | Diggy Dex en JW Roy     | Edwin Jonker                              |
| Recht uit m'n hart              | Jan Smit                | Edsilia Rombley                           |
| Wen d'r maar aan                | Anouk                   | Lucas Hamming                             |
| Vrienden                        | Marco Borsato           | Edwin Jonker                              |
| Je bent niet alleen             | Thomas Berge            | Edsilia Rombley                           |
| Werd de tijd maar teruggedraaid | Jeroen van der Boom     | Edwin Jonker en Lucas Hamming             |
| Zwart wit                       | Frank Boeijen Groep     | Porgy Franssen en Edwin Jonker            |
| De weg terug                    | Marco Borsato           | Edwin Jonker en Lucas Hamming             |
| Wat is dan liefde               | André Hazes             | Paul Sinha                                |
| Breng me naar het water         | Marco Borsato           | Edsilia Rombley en Edwin Jonker           |
| Alleen                          | Brace                   | Edsilia Rombley                           |
| Je bent niet alleen             | Thomas Berge            | Edwin Jonker en cast                      |